# あべちゃんトシ坊!こりない二人
あべちゃんトシ坊!こりない二人（あべちゃんとしぼうこりないふたり）はRKB毎日放送（RKBラジオ）で放送されていた土曜午後のワイド番組である。
当項では、2023年に2度に亘り放送された、この番組を基にした特別番組についても記述する。

## 番組概要
同局の平日昼のワイド番組、「歌謡曲ヒット情報」が生んだ名コンビによるトークを中心に構成される番組で、もともとは同番組の土曜版として放送していた。長らく親しまれた番組だったが2018年春改編をもって終了。
その後先述の通り2023年に入り、2度にわたって休日の大型特番として復活している。（後述）

## 放送時間
タイトルは別になっていたが通して一つの番組という形になっている（実質コンプレックス扱いで、13時台が第1部、14-16時台が第2部である）。
- プレこりない 土曜日 13:00〜13:05 (JST。RKBヘッドラインの直後に放送）
- あべちゃんトシ坊!こりない二人の日産ワイドサタデー 土曜日 13:00〜13:59（JST）
- あべちゃんトシ坊!こりない二人のoh!キュ〜ット倶楽部 土曜日 14:00〜17:00（JST）

## パーソナリティ
- あべやすみ
- 仲谷一志
- 岸真弓（気象予報士）
- 上田知佳（レポーター）
- おほしんたろう（同上）

## コーナー

### 現在放送中のコーナー
- こりないテーマクイズ…今日のテーマに関したクイズを出題する。正解は14:30頃に発表し、正解したリスナーの中から1人に、現金1万円が当たるコーナー。13:02からのオープニングに出題し、ヒントは13:25頃と14:05頃に出る。
- こりないテーマインタビュー…今日のテーマに関したことに長けている著名人と電話かスタジオでトークをするコーナー。
- こりないテーマレポート…上田またはおほがその日のテーマに関するレポートをするコーナー。
- こりないニュースピックアップ…その週おきたニュースの中から1つを選んであべと仲谷が解説するコーナー。
- 日産インフォメーション…RKBラジオカー・スナッピーがエリア内の日産の店舗を訪れ、キャンペーンなどの紹介をするコーナー。
- こりない二人のラジオすごろく…リスナーが電話で出演し、スタジオ内でパーソナリティが3回サイコロを振って、出た数の合計を予想するコーナー。最終的にリスナーが予想した数とサイコロ3回振って出た目の数の合計の差額に応じて賞金がもらえる。
- こりないお天気教室…岸が天気に関する話題を語るコーナー。
- こりないディスコクルーズ…ディスコミュージックを紹介するコーナー。
- 株式会社こりないエンターテインメント…映画、書籍、歌、演劇などを紹介するコーナー。
- こりない課外授業…出演者がテーマに関する何らかのことに挑戦するコーナー。
- こりない名作劇場…出演者がアドリブも含んだ芝居を演じるコーナー。
- スナッピーのテーマリポート
- RKBヘッドライン・ラジオニュース（14:00・15:00・16:00）
- RKB天気予報
- RKB交通情報（13:25頃・14:25頃・15:25頃）

### 過去に放送したコーナー
- こりないテーマレポート
- こりないテーマアンケート
- お天道様はお見通し：リスナーから募集したザンゲしたいエピソードを紹介するコーナー。
- 日本むかし話：タイトル通り、主演仲谷、助演あべで日本むかし話を演じるコーナー。
- こりない総合研究所：パーソナリティが今日のテーマに関して調べた話題を語るコーナー。
- 日刊こりない号…今週、起こったニュースを幅広く紹介するコーナー。

## 本放送当時のスポンサー
- 福岡県内の日産自動車販売会社グループ各社（「日産ワイドサタデー」のみ）。
  - 福岡日産自動車
  - 日産プリンス福岡販売
  - 北九州日産モーター
  - 日産部品九州販売

## 不定期大型特番として復活
前述の通り、2023年に入り2度にわたって休日の大型特番として復活している。

### 2023年正月の復活特番
1月3日、火曜日であったが「あべちゃんトシ坊!こりない二人のOh!キュ～ット倶楽部2023」と題して、6:30 - 13:00枠で4年9ヶ月ぶりに1日限りの復活。

### 2023年GWの特番
5月4日、木曜日にあたるがGW及び博多どんたく港まつりに絡む特別編成において「あべちゃんトシ坊!こりない二人のOh!キュ～ット倶楽部GOLD」が放送された。

## エピソード
- 放送時間になると多くのタクシードライバーがチューニングを合わせ聴いているほどの人気番組となっており、かつては土曜日デーゲームの福岡ソフトバンクホークス戦をRKBラジオが中継できないほどだった。そのため、土曜日のホークスデーゲームはほぼKBCラジオの独占中継となっていた。
  - 対東北楽天ゴールデンイーグルス戦はTBCラジオに裏送りしていた。2009年はTBCにおけるビジター裏送り中継に制限がかかったため、該当する1試合は特例で本番組を短縮した上でRKB自社でも中継した。
  - 対北海道日本ハムファイターズ戦と対中日ドラゴンズ戦については、HBCラジオならびにCBCラジオが自社での乗り込みを実施したが、解説者のみRKBから派遣した。
  - 対広島東洋カープ戦でのRCCラジオは、RCCがJRNとNRNのクロスネット局のため、KBCラジオからのNRN扱いでの同時ネットに振り替えていたが、別途RKBラジオも解説者込みの待機は実施していた（KBCからネット受けした年度は、いずれも放送前日までyahoo等の番組表にRKBの出演者が掲載されていた）。
  - 対阪神タイガース戦については、MBSラジオ・ABCラジオともに自社での乗り込みを実施した（2004年以前に対大阪近鉄バファローズ戦を中継していたABCも同様に乗り込んでいた）。MBS・ABCがともにJRNとNRNのクロスネット局であることもあり、2009年以前の土曜日の全国中継におけるネットワーク関係（JRN：RKB＝ABC・NRN：MBS＝KBC）よりもRKBとMBS、KBCとABCの資本関係やテレビでのネットワーク関係を優先してRKBはMBSへの、KBCはABCへの技術協力を行うことが多かったが、在福局のアナウンサーがリポーターとして出演する場合は、当時の土・日曜のネットワーク（JRN：RKB＝ABC・NRN：MBS＝KBC）に準じることもあった。
- 2009年3月までは13:05〜15:00が「日産ワイドサタデー」、15:00〜17:00が「二人のoh!キュ〜ット倶楽部」となっていた。福岡日産販売グループ提供枠が13時台のみに縮小されたのち、野球中継のスポンサーの受け皿も兼ねていた土曜日のJRNナイターの配信が取りやめられた2010年シーズン以降は、13:59まで当番組を放送した後、RKBエキサイトホークスデーゲーム中継を行うことになった（13時台はJRN向け素材録音及びビジター地元局への裏送りを実施）。ただし、開幕カードやクライマックスシリーズなどで13:00からホークスの試合が組まれる場合、例外的に当番組を休止し12:55からエキサイトホークスを放送することがある（その場合でも13時台は福岡日産販売グループ1社提供となり、14時以降野球中継のスポンサーと入れ替わる）。
  - 2014年以降ホークス戦がナイターである場合、本来20-22時台に放送すべき番組を「oh!キュ〜ット倶楽部」の時間帯に振替放送（空いた時間は『ホークス花の応援団』に充当）するようになったため、最大でも14:30あるいは15:00までの放送、場合によっては「日産ワイドサタデー」枠しか放送できない場合もある。よって、プロ野球シーズン中のフルバージョンでの放送は、デーゲームの雨天中止時もしくはホークス戦の中継予定がない場合（ホークス戦があってもRKBが放送権を取得できない交流戦の東京ヤクルトスワローズ主催試合などを含む）のみとなっている。
- 月に1回程度『ジャパネットたかたラジオショッピングスペシャル』で放送時間が16時までに短縮するが、あべがラジオショッピングに出演することもある。
- 番組中のどこかで、終了時はあべと仲谷が歌った曲「ナンだカンだロックンロール」、以前はあべが歌った曲「あいたい・・・」もしくは「がんばれ」が必ずかかっていた。